# Universitätsrichter

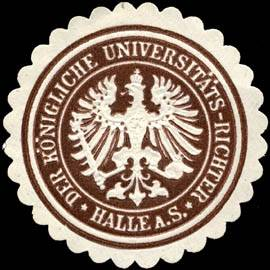
Siegelmarke eines Universitätsrichters, Halle zwischen 1850 und 1918

Universitätsrichter waren Beamte mit richterlicher Qualifikation, die an den Hochschulen im Rahmen der Akademischen Gerichtsbarkeit Recht sprachen.

## Deutscher Bund
Die Rechtsprechung im Rahmen der Akademischen Gerichtsbarkeit oblag ursprünglich dem Rektor oder dem Senat der jeweiligen Hochschule. Seit dem Beginn des deutschen Bundes regelten die Bundesstaaten vielfach, dass diese Aufgabe dem neu geschaffenen Amt eines Universitätsrichters übertragen wurde. Spruchkörper blieb teilweise der akademische Senat.
Insbesondere im Zusammenhang mit der Demagogenverfolgung wurde das Wirken der Universitätsrichter (überwiegend pejorativ) in der Öffentlichkeit beschrieben.

## Nach dem Inkrafttreten des Gerichtsverfassungsgesetzes
Das Gerichtsverfassungsgesetz 1877 schaffte die Akademische Gerichtsbarkeit weitgehend ab, nur die Disziplinargewalt über die Studenten bestand weiter. Mit der Wahrnehmung dieser Disziplinargewalt waren je nach Landesrecht die akademischen Senate oder Universitätsrichter beauftragt.

## Einzelne Universitätsrichter
Nach Hochschule geordnet
| Richter                 | Universität                                    | Zeitraum  |
| ----------------------- | ---------------------------------------------- | --------- |
| Gustav Brockhoff        | Rheinische Friedrich-Wilhelms-Universität Bonn |           |
| Friedrich von Salomon   | Rheinische Friedrich-Wilhelms-Universität Bonn | 1835–1854 |
| Ernst Wollenberg        | TH Charlottenburg                              | 1913–     |
| Konrad Georgi           | Hessische Ludwigs-Universität Gießen           | 1831–1835 |
| Ludwig Trygophorus      | Hessische Ludwigs-Universität Gießen           | 1835–1851 |
| Georg Haberkorn         | Hessische Ludwigs-Universität Gießen           | 1851–     |
| Karl von Krug zu Nidda  | Hessische Ludwigs-Universität Gießen           |           |
| Georg Arnold Bacmeister | Georg-August-Universität Göttingen             | 1886–     |
| Friedrich Rose          | Georg-August-Universität Göttingen             | 1856–1877 |
| Konrad Gesterding       | Universität Greifswald                         | 1881–     |
| Wilhelm Grabow          | Universität Greifswald                         | 1836–     |
| Eduard Morgenstern      | Universität Leipzig                            |           |
| August Ubbelohde        | Philipps-Universität Marburg                   |           |